# Liberty (Illinois)
Liberty es una villa ubicada en el condado de Adams en el estado estadounidense de Illinois. En el Censo de 2010 tenía una población de 516 habitantes y una densidad poblacional de 525,67 personas por km². Se encuentra a poca distancia al este del río Misisipi que la separa de Misuri. 

## Geografía
Liberty se encuentra ubicada en las coordenadas 39°52′46″N 91°6′24″O / 39.87944, -91.10667. Según la Oficina del Censo de los Estados Unidos, Liberty tiene una superficie total de 0.98 km², de la cual 0.98 km² corresponden a tierra firme y (0%) 0 km² es agua.

## Demografía
Según el censo de 2010, había 516 personas residiendo en Liberty. La densidad de población era de 525,67 hab./km². De los 516 habitantes, Liberty estaba compuesto por el 98.06% blancos, el 0.58% eran afroamericanos, el 0.58% eran amerindios, el 0% eran asiáticos, el 0% eran isleños del Pacífico, el 0% eran de otras razas y el 0.78% pertenecían a dos o más razas. Del total de la población el 0% eran hispanos o latinos de cualquier raza.